# Гудзё (княжество)
Княжество Гудзё (яп. 上上藩 Гудзё-хан) — феодальное княжество (хан) в Японии периода Эдо (1600—1871), на севере провинции Мино и юге провинции Этидзэн на острове Хонсю (современная префектура Гифу).

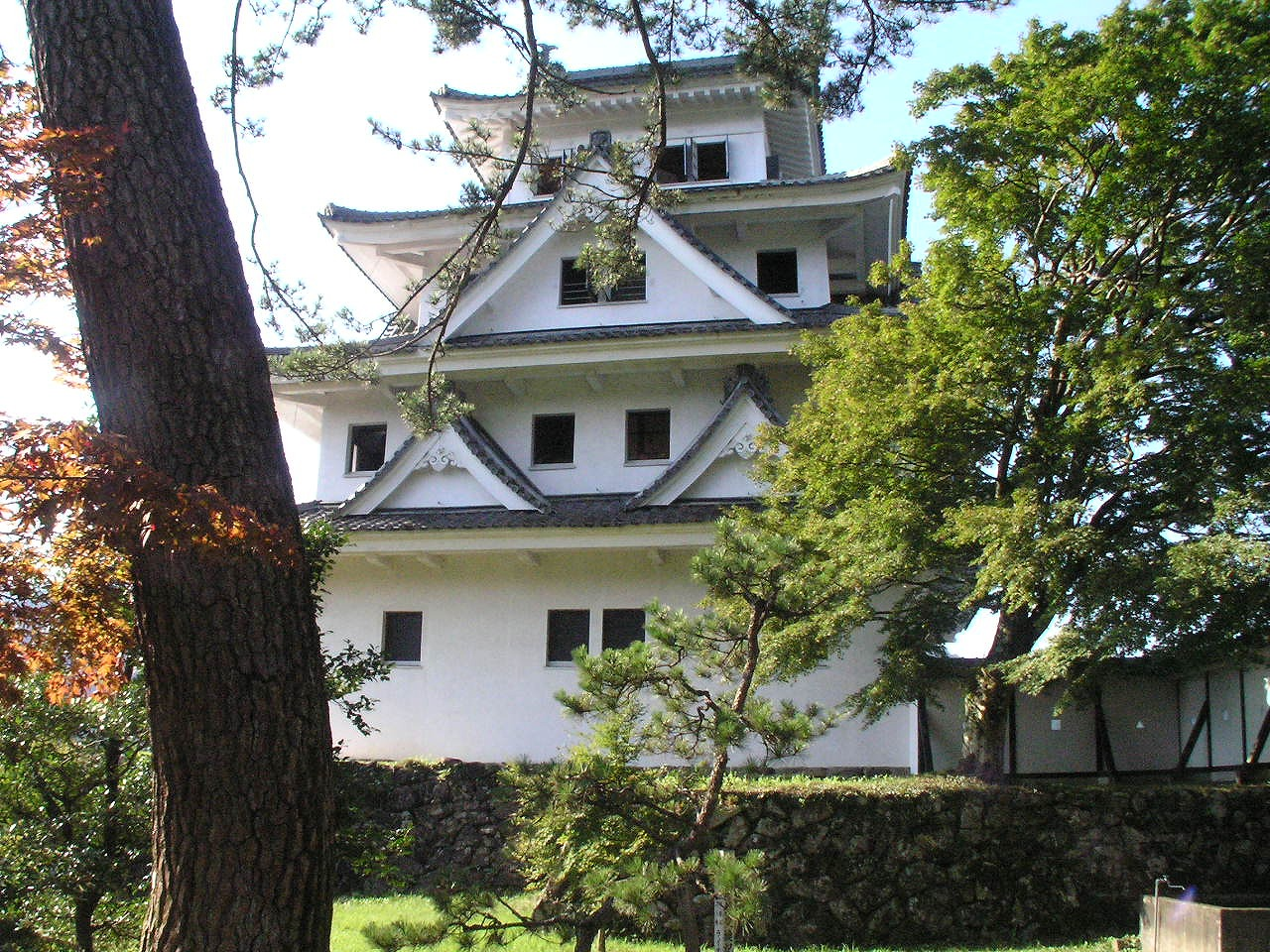
Замок Гудзё Хатиман, столица княжества Гудзё

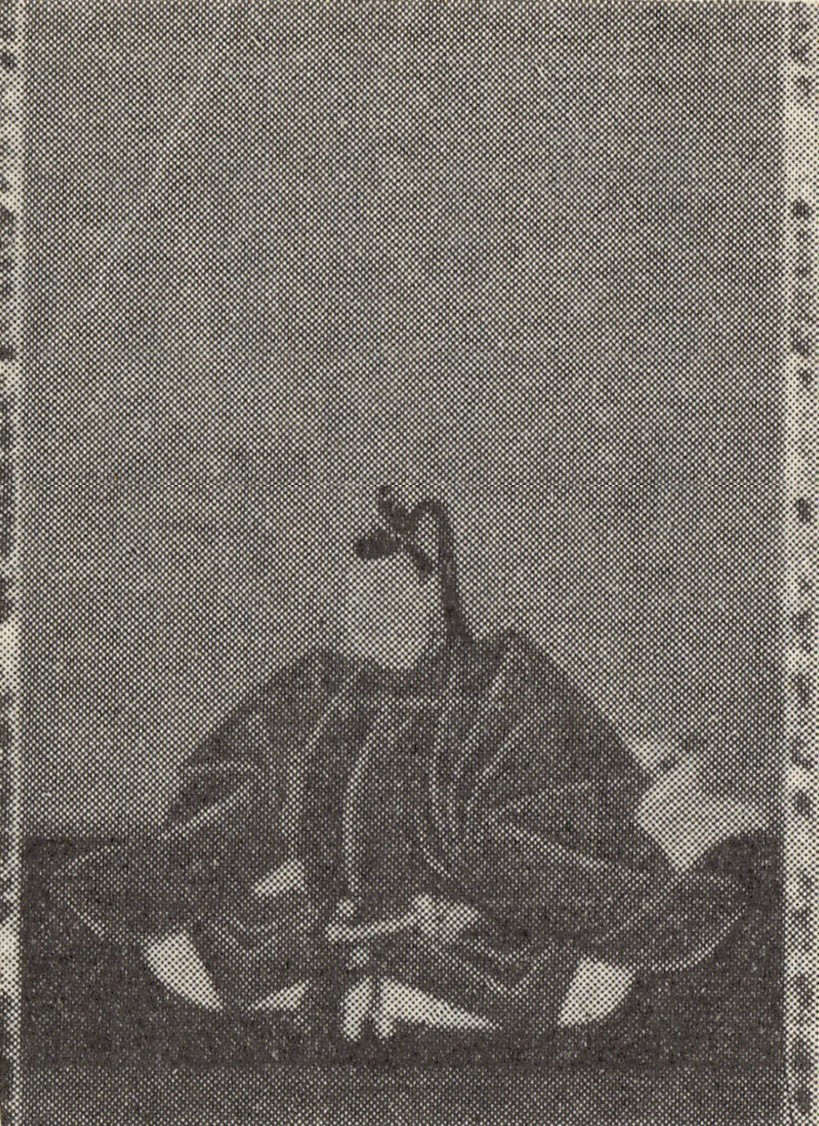
Эндо Цунэтомо (1628—1676), 3-й даймё Гудзё-хана (1646—1676)

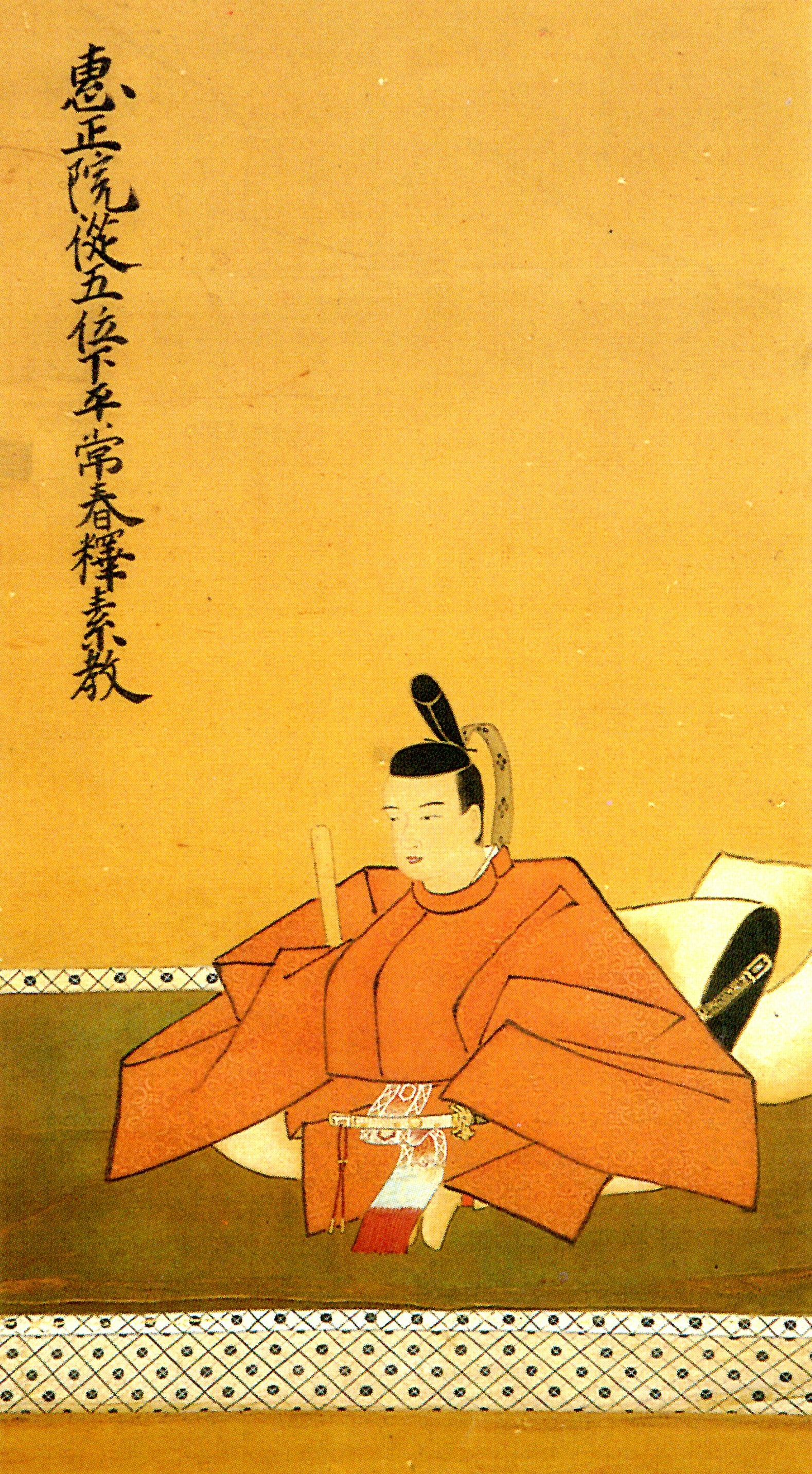
Эндо Цунэхару (1667—1689), 4-й даймё Гудзё-хана (1676—1689)

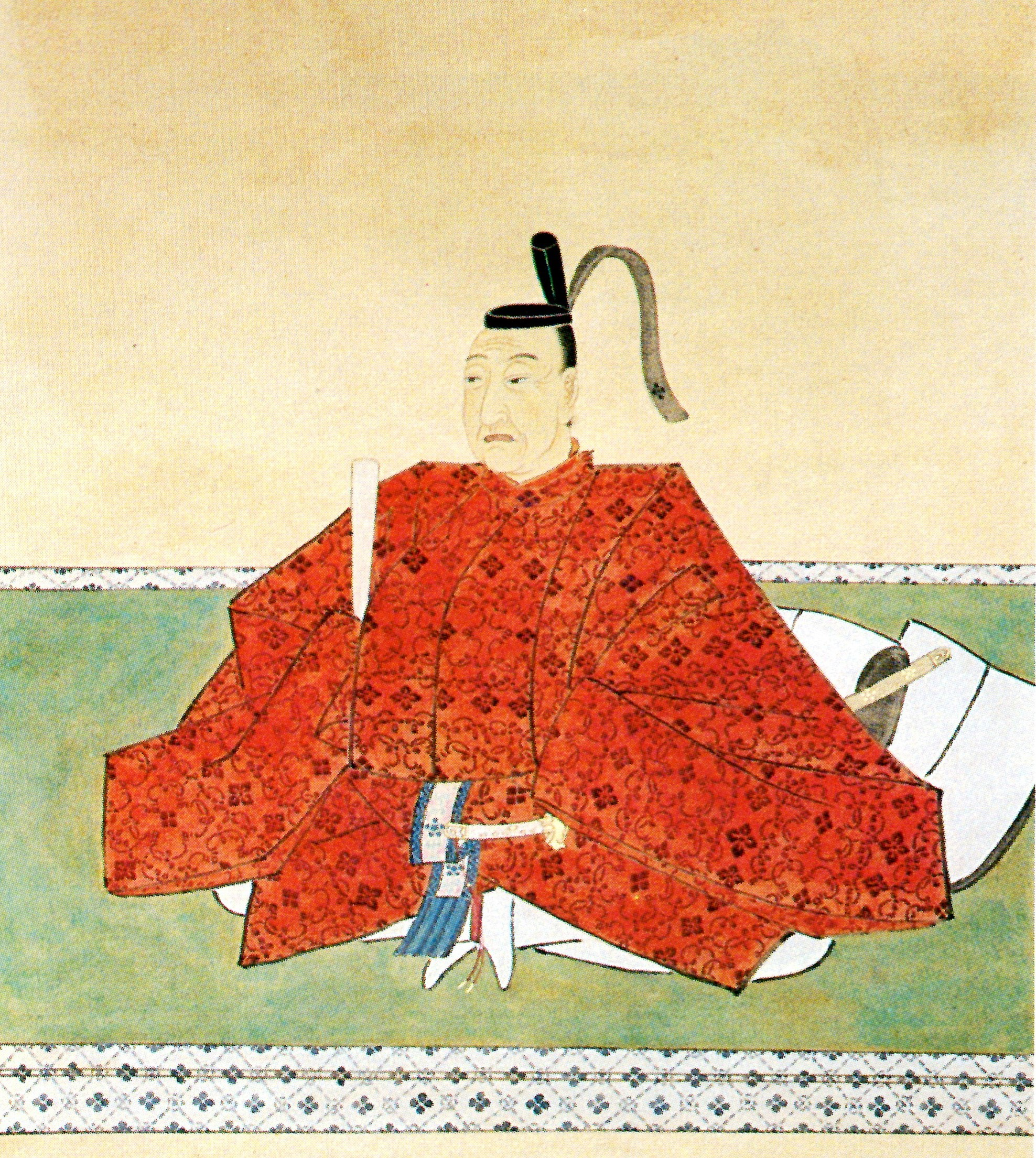
Канамори Ёритоки (1669—1736), 1-й даймё Гудзё-хана (1697—1736)

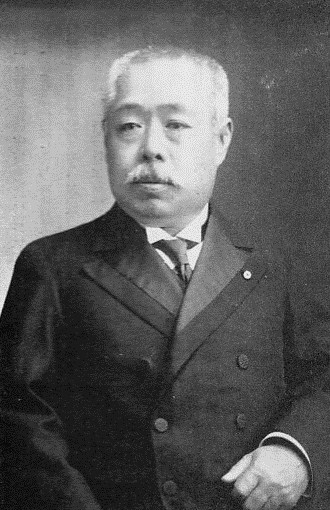
Аояма Юкиёси (1854—1930), 7-й и последний даймё Гудзё-хана (1863—1871)

Административный центр княжества: замок Гудзё Хатиман (сейчас город Гудзё, префектура Гифу). По этой причине княжество также называлось Хатиман-хан (八幡藩).

## История
В период Сэнгоку район вокруг Гудзё контролировался кланом Эндо, который присягнул на верность Ода Нобунаге, а затем Тоётоми Хидэёси. При Тоётоми Хидэёси клан Эндо стал слугами клана Инаба. Однако после битвы при Сэкигахаре в 1600 году клан Инаба был переведён в княжество Усуки в провинции Бунго, а клан Эндо был восстановлен на своих прежних территориях, став даймё Гудзё-хана с 1600 по 1693 год (доход княжества — 27 000 коку). Эндо Цунэтомо, 3-й даймё Гудзё-хана сократил княжество до 24 000 коку, выделив два удела 2 000 коку и 1 000 коку двум из своих младших братьев, но был успешен в повышении своего официального статуса до уровня «каштеляна». Его преемник Эндо Цунэхару столкнулся с проблемами крестьянских восстаний, а его преемник Эндо Цунэхиса был несовершеннолетним и умер от отравления вскоре после вступления в должность. Однако клану Эндо удалось уцелеть, в 1693 году они были переведены в княжество Миками-хан (10 000 коку) в провинции Симоцукэ, где они проживали до Реставрации Мэйдзи.
Клан Эндо был заменён кланом Иноуэ из Касама-хана в провинции Хитати в 1692—1697 годах (кокудака — 50 000 коку).
В 1697 году клан Иноуэ был перемещён в Камеяма-хана в провинции Тамба и были заменены кланом Канамори из Камияма-хана в провинции Муцу в 1697—1758 годах (кокудака — 38 000 коку) . Клан Канамори столкнулся с 4-летним крестьянским восстанием с 1754 года, которое они не смогли подавить, но они были отстранены от должности сёгунатом Токугава.
В 1758 году сёгунат Токугава передал Гудзё-хан клану Аояма, ранее правившему в Миядзу-хане в провинции Танго (кокудака — 48 000 коку). Клан Аояма правил в княжестве Гудзё до Реставрации Мэйдзи. Во время Войны Босин княжество предоставило свои военные силы Союзу Саттё, хотя многие из его самураев перешли на сторону сёгуната Токугавы.
В 1871 году после упразднения системы хан княжество Гудзё стало часть префектуры Гифу.

## Список даймё
|                                   | Имя                             | Годы правления | Титул                                  | Придворный чин                             | Кокудака              |
| --------------------------------- | ------------------------------- | -------------- | -------------------------------------- | ------------------------------------------ | --------------------- |
| Род Эндо (фудай-даймё) 1600—1693  |                                 |                |                                        |                                            |                       |
| 1                                 | Эндо Ёситака (яп. 遠藤慶隆)     | 1600-1632      | Тадзима-но-ками (但馬守)               | Младший 5-й ранг, младший класс (従五位下) | 27,000 коку           |
| 2                                 | Эндо Ёситоси (яп. 遠藤慶利)     | 1632-1646      | Тадзима-но-ками (但馬守)               | Младший 5-й ранг, младший чин (従五位下)   | 27,000 коку           |
| 3                                 | Эндо Цунэтомо (яп. 遠藤常友)    | 1646-1676      | Бидзэн-но-ками (備前守)                | Младший 5-й ранг, младший класс (従五位下) | 27,000 -> 24,000 коку |
| 4                                 | Эндо Цунэхару (яп. 遠藤常春)    | 1676-1689      | Эмон-но-сукэ (右衛門佐)                | Младший 5-й ранг, младший класс (従五位下) | 24,000 коку           |
| 5                                 | Эндо Цунэхиса (яп. 遠藤常久)    | 1689-1693      | нет                                    | нет                                        | 24,000 коку           |
| Род Иноуэ (фудай-даймё) 1693—1697 |                                 |                |                                        |                                            |                       |
| 1                                 | Иноуэ Масато (яп. 井上正任)     | 1692-1693      | Накацукаса-тайфу (中務大輔)            | Младший 5-й ранг, младший класс (従五位下) | 50,000 коку           |
| 2                                 | Иноуэ Масаминэ (яп. 井上正岑)   | 1693-1697      | Кавати-но-ками (河内守)；Дзидзю (侍従) | Младший 4-й ранг, младший класс (従四位下) | 50,000 коку           |
| Род Канамори (тодзама) 1697—1758  |                                 |                |                                        |                                            |                       |
| 1                                 | Канамори Ёритоки (яп. 金森頼時) | 1697-1736      | Идзумо-но-ками (出雲守)                | Младший 5-й ранг, младший класс (従五位下) | 38,000 коку           |
| 2                                 | Канамои Ёриканэ (яп. 金森頼錦)) | 1736-1758      | Хиобу-но-сукэ (兵部少輔)               | Младший 4-й ранг, младший класс (従四位下) | 38,000 коку           |
| Род Аояма (фудай-даймё) 1758—1871 |                                 |                |                                        |                                            |                       |
| 1                                 | Аояма Ёсимити (яп. 青山幸道)    | 1758-1775      | Ямато-но-ками (大和守)                 | Младший 5-й ранг, младший класс (従五位下) | 48,000 коку           |
| 2                                 | Аояма Ёсисада (яп. 青山幸完)    | 1775-1808      | Дайдзэн-но-сукэ (大膳亮)               | Младший 5-й ранг, младший класс (従五位下) | 48,000 коку           |
| 3                                 | Аояма Юкитака (яп. 青山幸孝)    | 1808-1815      | Окура-сёю (大蔵少輔)                   | Младший 5-й ранг, младший класс (従五位下) | 48,000 коку           |
| 4                                 | Аояма Юкихиро (яп. 青山幸寛)    | 1815-1832      | Дайдзэн-но-сукэ (大膳亮)               | Младший 5-й ранг, младший класс (従五位下) | 48,000 коку           |
| 5                                 | Аояма Юкинори (яп. 青山幸礼)    | 1832-1838      | Харима-но-ками (播磨守)                | Младший 5-й ранг, младший класс (従五位下) | 48,000 коку           |
| 6                                 | Аояма Юкисигэ (яп. 青山幸哉)    | 1838-1863      | Окура-сёю (大蔵少輔)                   | Младший 5-й ранг, младший класс (従五位下) | 48,000 коку           |
| 7                                 | Аояма Юкиёси (яп. 青山幸宜)     | 1863-1871      | Дайдзэн-но-сукэ (大膳亮)               | Младший 5-й ранг, младший класс (従五位下) | 48,000 коку           |